# Ornithogalum gabrielianiae
Ornithogalum gabrielianiae là một loài thực vật có hoa trong họ Măng tây. Loài này được Agapova mô tả khoa học đầu tiên năm 1997.